# Cima Pari
Die Cima Pari ist ein 1991 m s.l.m. hoher Berg in den Gardaseebergen im Trentino (Italien), zwischen dem Ledrotal im Süden und dem Val Gamella im Norden.

## Geographie
Die Cima Pari ist die höchste Erhebung nördlich des Ledrosees zwischen der nordwestlich gelegenen Pichea-Gruppe und der östlich gelegenen Rocchetta-Gruppe. Die grasbewachsene Gipfelkuppe liegt zwischen dem Übergang Bocca di Saval und der östlich gelegenen Cima Sclapa (1887 m). Sie liegt im Natura-2000-Schutzgebietes Crinale Pichea–Rocchetta (WDPA-ID 555580424).

## Flora
Der Gipfelbereich der Cima Pari ist an ihrer Südseite mit Kalkrasen bedeckt. Die über Jahrhunderte als Weidefläche oder zur Heuernte genutzten Bereiche sind das Habitat unter anderem der Polster-Segge oder des Weißen Silberwurz. Etwas oberhalb der Baumgrenze findet sich das Kalk-Blaugras. An der bewaldeten Nordseite der Cima Pari dominiert die Alpen-Erle. Besondere Bedeutung erlangt der Berg für das Vorkommen einiger Endemiten der Südalpen, wie derKnautia velutina einer Art aus der Gattung der Witwenblumen. Andere, wie die Südalpine Tulpe, stehen in Italien auf der Roten Liste gefährdeter Arten.

## Geschichte
Sie fand bereits im von Peter Anich in der zweiten Hälfte des 18. Jahrhunderts angefertigten Atlas Tyrolensis Einzug. Der Name leitet sich aus dem lateinischen pario (dt. aufgehen) ab  und nimmt darauf Bezug, dass der Berg an der Stelle steht, an der die Sonne aufgeht. Die Cima Pari wurde bereits im 19. Jahrhundert von Alpinisten bestiegen. In der Vergangenheit war der Berg, aber vor allem für die Bauern des Ledrotales von Bedeutung, da die ausgedehnten Wiesenflächen für die Heuernte genutzt wurden.
Während des Ersten Weltkrieges verlief über die Cima Pari die österreichisch-ungarische Frontlinie, die sogenannte Tiroler Widerstandslinie. Von der österreichisch-ungarische Armee waren hier Schützengräben, ein Kompaniebefehlsstand und eine kavernierte Artilleriestellung errichtet worden. Die österreichisch-ungarische Artillerie konnte von hier die italienischen Stellungen und Nachschubwege am Tremalzopass und am Lago d’Ampola unter Beschuss nehmen.